# Schupfnudel

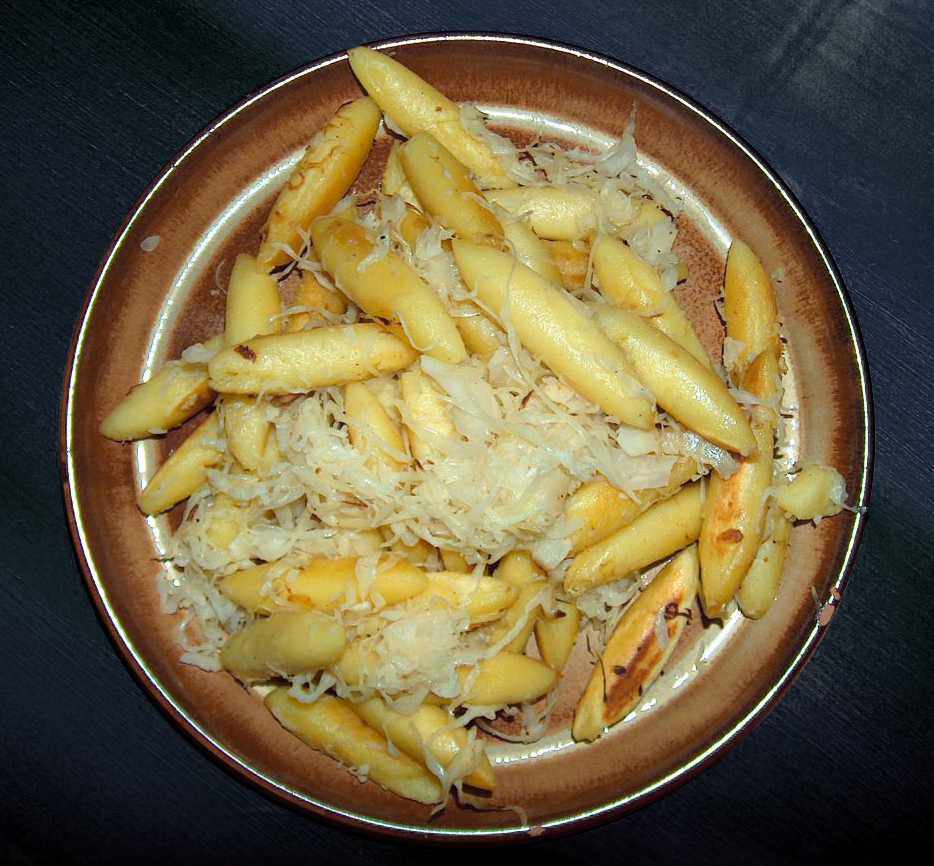
Schupfnudel z kiszoną kapustą

Schupfnudel – rodzaj klusek,  popularnych w południowoniemieckiej i austriackiej kuchni. Są one podobne do włoskich gnocchi i środkowoeuropejskich kopytek.
Zazwyczaj są one wytwarzane z mąki żytniej lub pszennej i jajka. Od czasu wprowadzenia ziemniaka do Niemiec w XVII wieku, Schupfnudeln produkuje się również z ziemniaków. Ich charakterystyczny owalny kształt otrzymuje się poprzez ręczne kształtowanie. Często podaje się je jako pikantne danie z kiszoną kapustą, ale podaje się je również w słodkich daniach.